# 米歇尔·马丁 (壁球运动员)
米歇尔·马丁（英語：Michelle Martin，1967年4月29日—），澳大利亚女子壁球运动员。她曾代表澳大利亚参加1998年英联邦运动会壁球比赛，获得女子单打和混合双打金牌。